# T Chamaeleontis
Désignations
T Chamaeleontis (en abrégé T Cha), ainsi désignée d'après le General Catalogue of Variable Stars (CGVS), est une étoile de la constellation du Caméléon, située à environ 11h 57m 13,55s d'ascension droite et -79° 21′ 31,54″ de déclinaison.
Il s'agit d'une étoile variable de la pré-séquence principale, de type T Tauri classique. Son type spectral est K0e. Elle est distante d'environ ∼ 358 a.l. (∼ 110 pc) de la Terre.
Le disque circumstellaire de T Chamaeleontis est un disque de transition.
T Chamaeleontis serait une étoile double, son compagnon étant T Chamaeleontis B (T Cha B).